# Honda na Fórmula 1
A Honda já participou da Fórmula 1 como construtor e fornecedor de motores em vários períodos desde 1964. O envolvimento da Honda na categoria começou na temporada de 1964, quando a montadora japonesa estreou com equipe própria; sua retirada em 1968 foi em decorrência da morte do piloto da Honda, Jo Schlesser, durante o Grande Prêmio da França de 1968. A montadora voltou em 1983 como fornecedor de motores, mas retirou-se em 1992. Ela retornou novamente em 2000, fornecendo motores para a British American Racing (BAR). No final de 2005, a Honda comprou a equipe da BAR, sediada em Brackley, no Reino Unido, e renomeando sua nova subsidiária, de Honda Racing.
Foi anunciado em 5 de dezembro de 2008, que a Honda estava se retirando da Fórmula 1 com efeito imediato devido à crise financeira global e colocando a equipe à venda. Em 27 de fevereiro de 2009, foi anunciado que o chefe da equipe, Ross Brawn, através de um sistema chamado management buyout, havia liderado a compra da equipe de Brackley. A compra foi confirmada no dia 6 de março de 2009, e a equipe competiu a temporada de 2009 como Brawn.
Em 17 de maio de 2013, a Honda anunciou sua intenção de retornar a categoria na temporada de 2015, sob um contrato de trabalho com a McLaren para fornecer motores V6 e unidades de sistema de recuperação de energia cinética (KERS). Entretanto, os motores Honda não demonstraram ser confiáveis, com um alto consumo de combustível e pouco potentes, com a Honda chamando os problemas de confiabilidade do motor de um "desastre". A McLaren deixou a Honda depois de três anos, com a Toro Rosso concordando em usar motores Honda em 2018. Em 2019, a equipe Red Bull Racing passou a utilizar os motores Honda até o final da temporada de 2021, quando a montadora se retirou oficialmente como fabricante da categoria,, embora continue a dar suporte técnico a Red Bull Powertrains até o final de 2025. A Honda deve retornar como fabricante em 2026, quando a Fórmula 1 adotará novos regulamentos de motores.

## História

### Honda R & D Company (1964–1968)

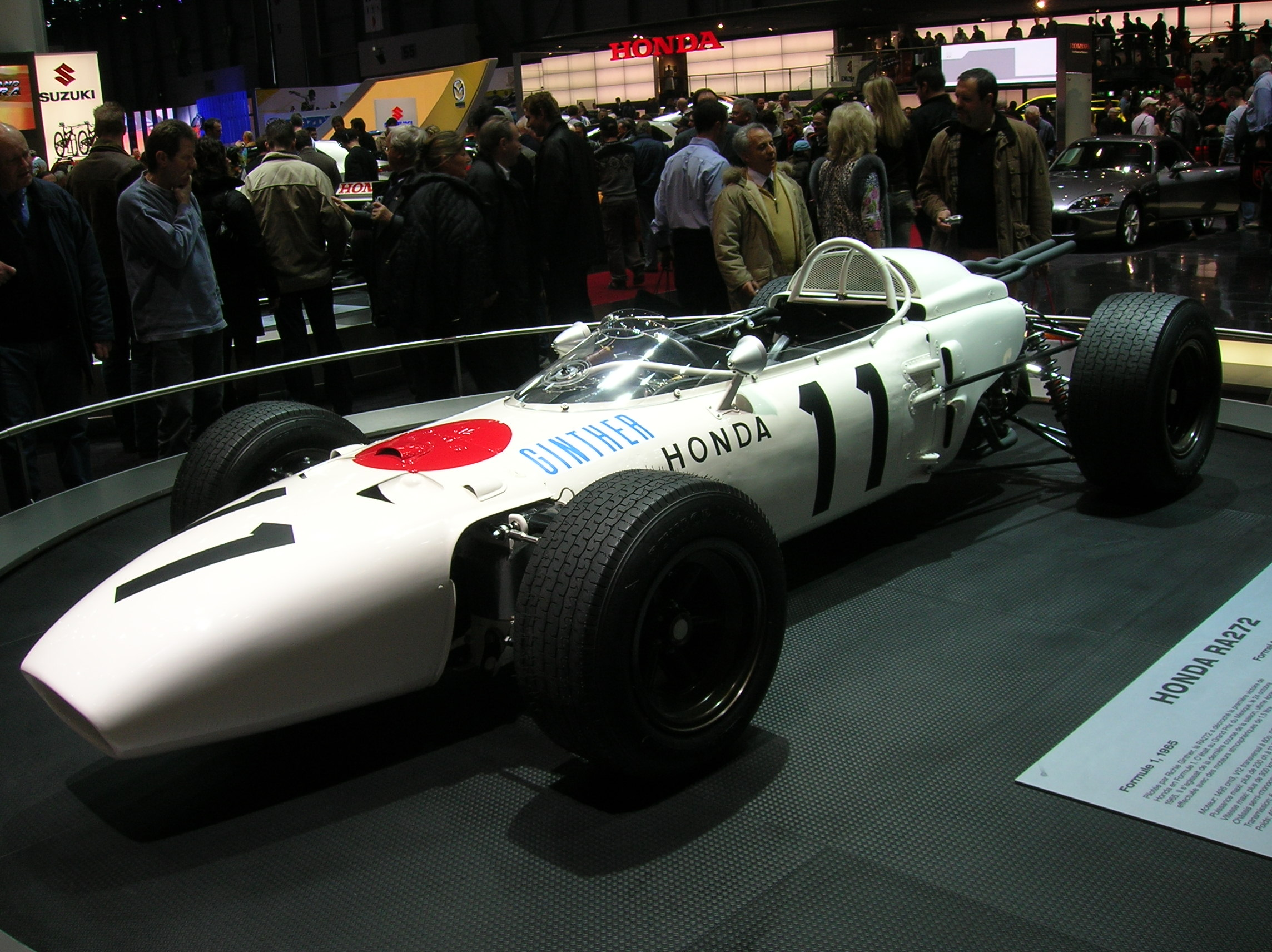
O Honda RA272 de 1965, restaurado. O primeiro carro japonês a ganhar na Fórmula 1.

A Honda entrou para a Fórmula 1 em 1964, apenas quatro anos após produzir seu primeiro carro comercial. Começaram desenvolvendo o RA271 em 1962 e passaram a competir com uma equipe formada por japoneses, exceto por seus pilotos, os americanos Ronnie Bucknum e Richie Ginther). A equipe produzia os próprios chassis e motores, algo que apenas Ferrari e BRM — das outras equipes que ainda operam em 1962 — haviam feito anteriormente.

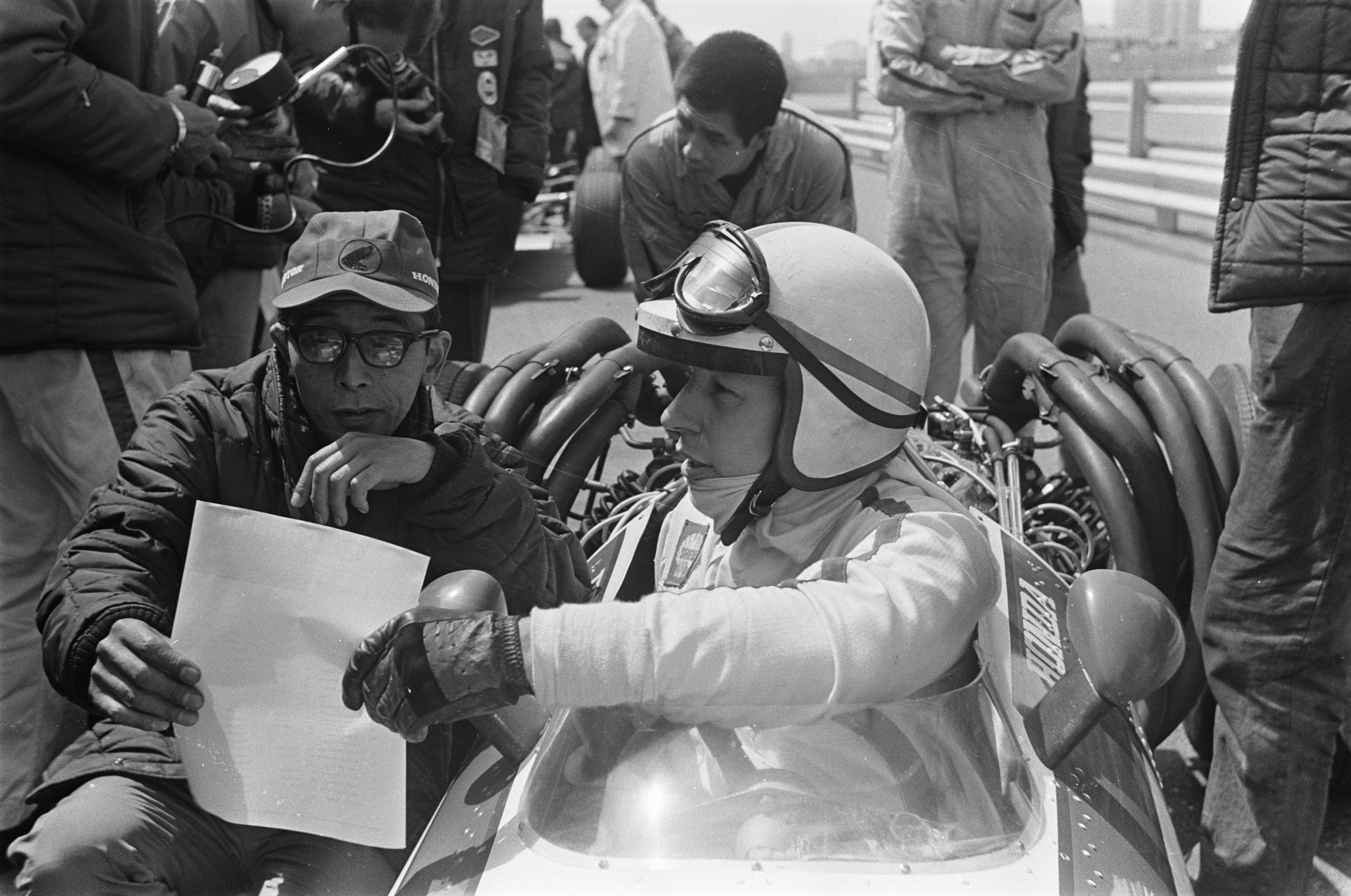
John Surtees e Yoshio Nakamura no Grande Prêmio dos Países Baixos de 1968.

Em apenas seu segundo ano de competição, a Honda alcançou o cobiçado degrau do pódio com a vitória de Ginther com o RA272 no Grande Prêmio do México de 1965. Para as novas regras de 3.0L de 1966, a montadora apresentou o Honda RA273. Embora o motor do RA273 fosse um V12 de 360 bhp bem projetado, o carro foi prejudicado por um chassi relativamente pesado. A Honda levou a pista em meados da temporada de 1967 o seu novo carro, o Honda RA300, pilotado por John Surtees, que venceu o Grande Prêmio da Itália de 1967 na primeira corrida de Fórmula 1 do novo carro. O chassi RA300 foi parcialmente projetado pela Lola no Reino Unido, e o fato resultou no carro sendo apelidado de Hondola pela imprensa automobilística. Este foi o último carro competitivo que a Honda produziu para a Fórmula 1 nos anos 1960.
O Honda RA301 do ano seguinte só alcançou o pódio duas vezes. O novo Honda RA302 da equipe apareceu em apenas uma corrida no Grande Prêmio da França de 1968, durando apenas algumas voltas antes do acidente ter provocado a morte do piloto Jo Schlesser. A morte levou a Honda a se retirar da Fórmula 1 no final da temporada de 1968.

### Como fornecedor de motores (1983–1992)
A Honda retornou a Fórmula 1 como fornecedor de motores entre 1983 e 1992, para as equipes Spirit (1983), Williams (1983-87), Team Lotus (1987–88), McLaren (1988–92) e Tyrrell (1991). Seus motores eram considerados os melhores na época, potentes e confiáveis. As vitórias dos carros que utilizaram os motores Honda somados contabilizam 71 vitórias até o fim de 1992. Neste período os motores Honda conquistaram seis títulos de construtoras (duas vezes com a Williams e quatro com a McLaren) e cinco de pilotos (três vezes com Ayrton Senna, uma com Nelson Piquet e outra com Alain Prost).

### Projeto de retorno a Fórmula 1 cancelado (1999)

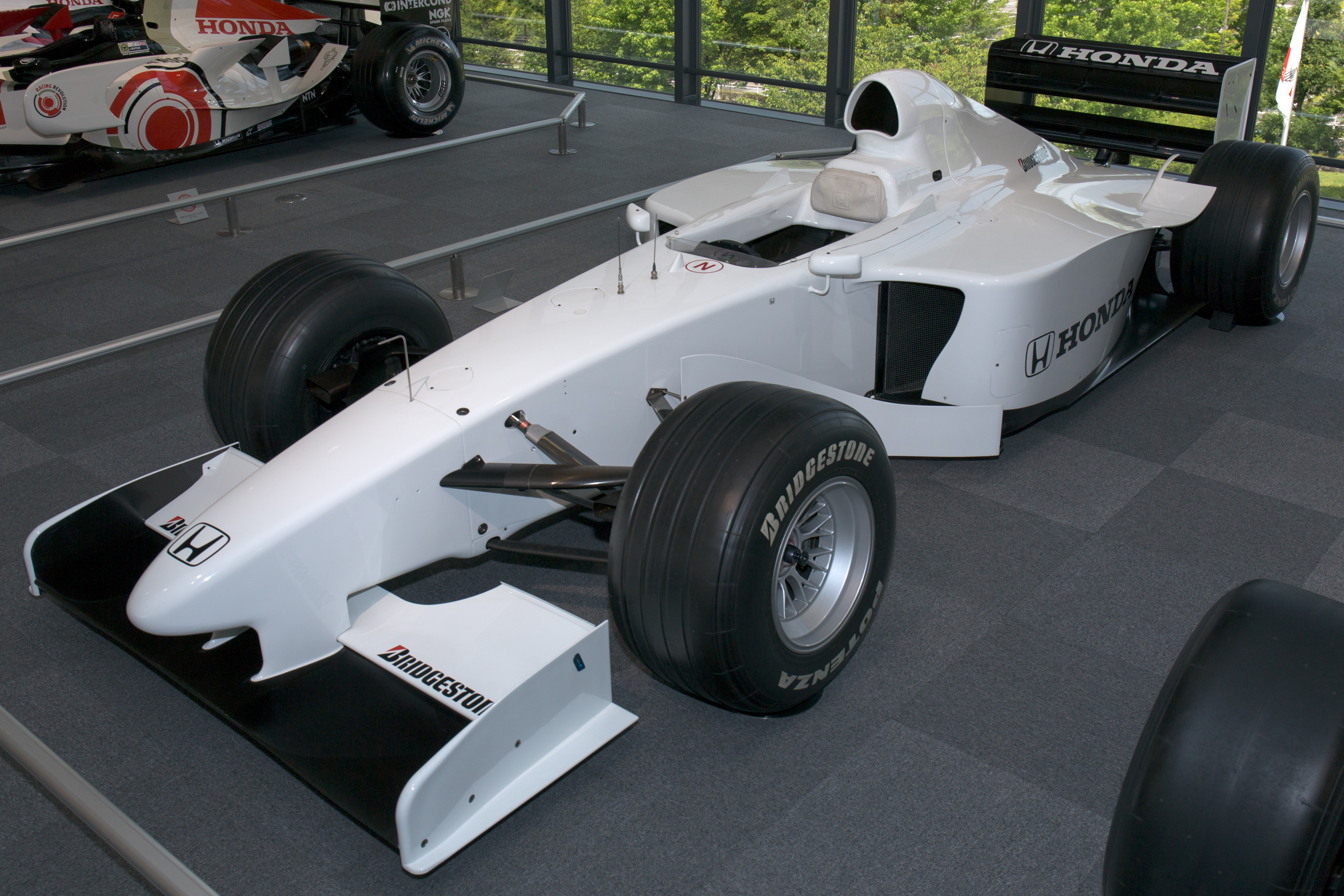
O Honda RA099.

De 1993 a 1998, a única presença da Honda na Fórmula 1 foi como fornecedora de motores por meio do seu parceiro intimamente relacionado, mas independente, a Mugen Motorsports, que forneceu motores para a Footwork, Team Lotus, Ligier, Prost e Jordan. Os carros com Mugen haviam vencido quatro Grandes Prêmios até o final da temporada de 1999. Em 1998, a Honda estava considerando seriamente o seu retorno a Fórmula 1 como construtora, chegando a fabricar um motor e contratar Harvey Postlethwaite como diretor técnico e projetista. Além disso, a Honda também trouxe o engenheiro Kyle Petryshen da HRC para ajudar no projeto, implementação e gerenciamento do novo motor no novo chassi. Um carro de teste, o Honda RA099, projetado por Postlethwaite e construído pela Dallara, foi testado durante o ano de 1999, pilotado por Jos Verstappen. A equipe impressionou nas sessões de testes, vencendo algumas equipes mais experientes e melhor financiadas, mesmo que estivessem principalmente no meio do pelotão. Em um teste deste carro, Postlethwaite sofreu um ataque cardíaco fatal e, com isso, o projeto foi posteriormente arquivado e a Honda decidiu simplesmente se comprometer como fornecedor de motores com assistência completa para a British American Racing (BAR), a partir da temporada de 2000.

### Retorno como fornecedor de motores (2000–2005)
A Honda retornou novamente em 2000, fornecendo motores para a British American Racing (BAR). Ela também forneceu motores para a Jordan nas temporadas de 2001 e 2002. Isso levaria a uma batalha pelo direito de usar os motores Honda a longo prazo. Em 2003, apesar de ter apresentado uma melhora em relação as duas temporadas anteriores, a Honda deixou de fornecer para a equipe Jordan. Em meados de novembro de 2004, a Honda comprou 45% da equipe BAR da British American Tobacco (BAT, fundadora e proprietária da BAR) após a melhor temporada da BAR, quando conseguiu o segundo lugar na temporada de 2004, um ano dominado por Michael Schumacher e Ferrari.

### Honda Racing F1 Team (2006–2008)

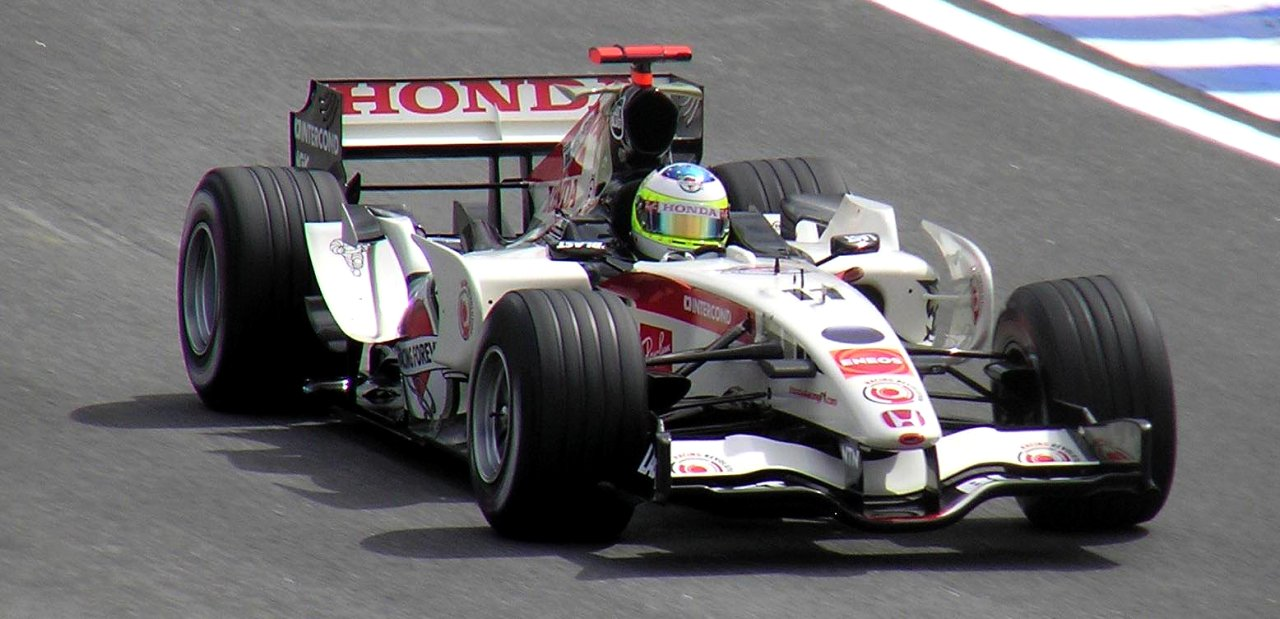
Rubens Barrichello pilotando o Honda RA106 no GP do Brasil de 2006.

Em 2004, ela adquiriu 45% das ações da equipe BAR, e em dezembro de 2005, a Honda comprou os 55% remanescentes. A equipe, rebatizada Honda Racing F1 Team, teve a primeira operação 100% Honda na Fórmula 1 desde 1968. A BAR continuou como patrocinador, com a marca Lucky Strike em 2006, mas se retirou em 2007.
Na primeira temporada após seu retorno com equipe própria, a Honda conquistou, com Jenson Button, a primeira vitória no GP da Hungria, em Hungaroring. Button terminou o ano em sexto lugar no campeonato com 56 pontos e Rubens Barrichello ficou em sétimo com 30 pontos. O total de 86 pontos marcados pelos dois pilotos, deram à equipe o quarto lugar no Campeonato Mundial de Construtores.

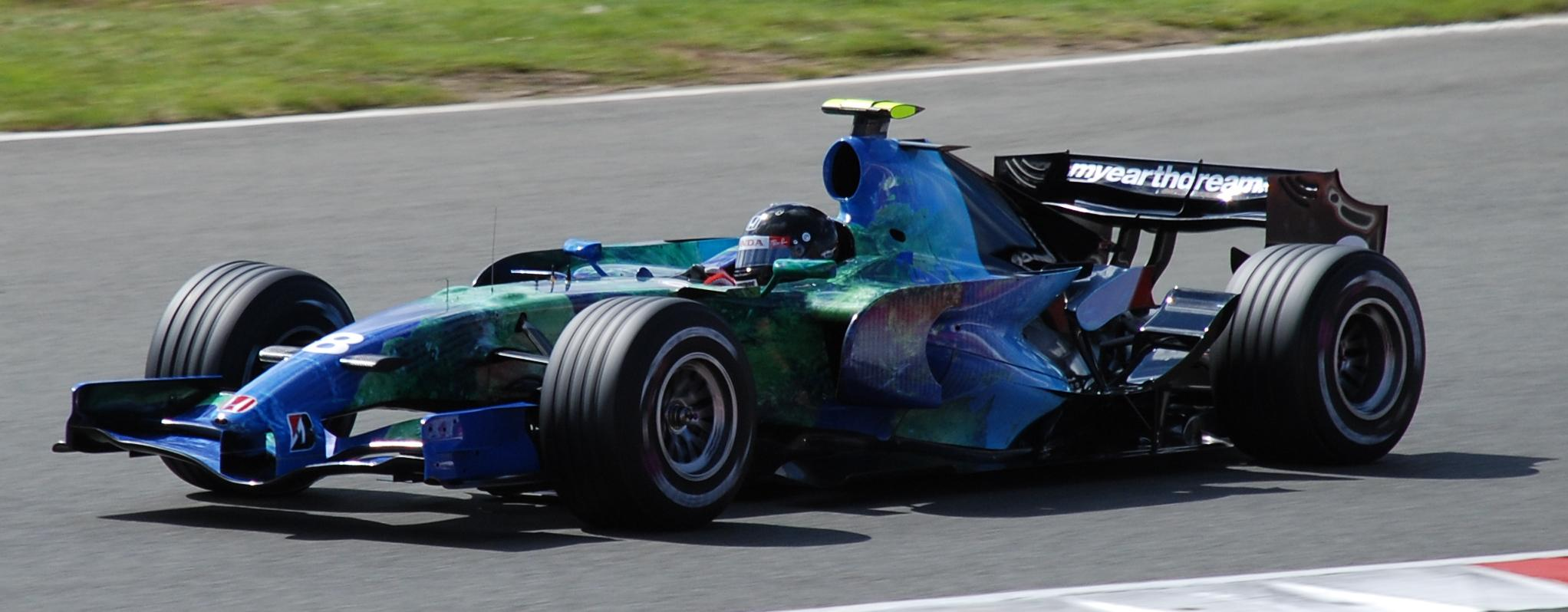
Rubens Barrichello pilotando o Honda RA107 no GP da Grã-Bretanha de 2007.

A equipe continuou com os mesmos pilotos em 2007, que foi uma péssima temporada. Apesar do carro ser confiável, a Honda enfrentou muitos problemas com a sua aerodinâmica e acabou sendo apenas a oitava colocada no Mundial de Construtores, com apenas seis pontos, ambos marcados por Button, com Barrichello não marcando um ponto sequer pela primeira vez em sua carreira de quinze anos na Fórmula 1.

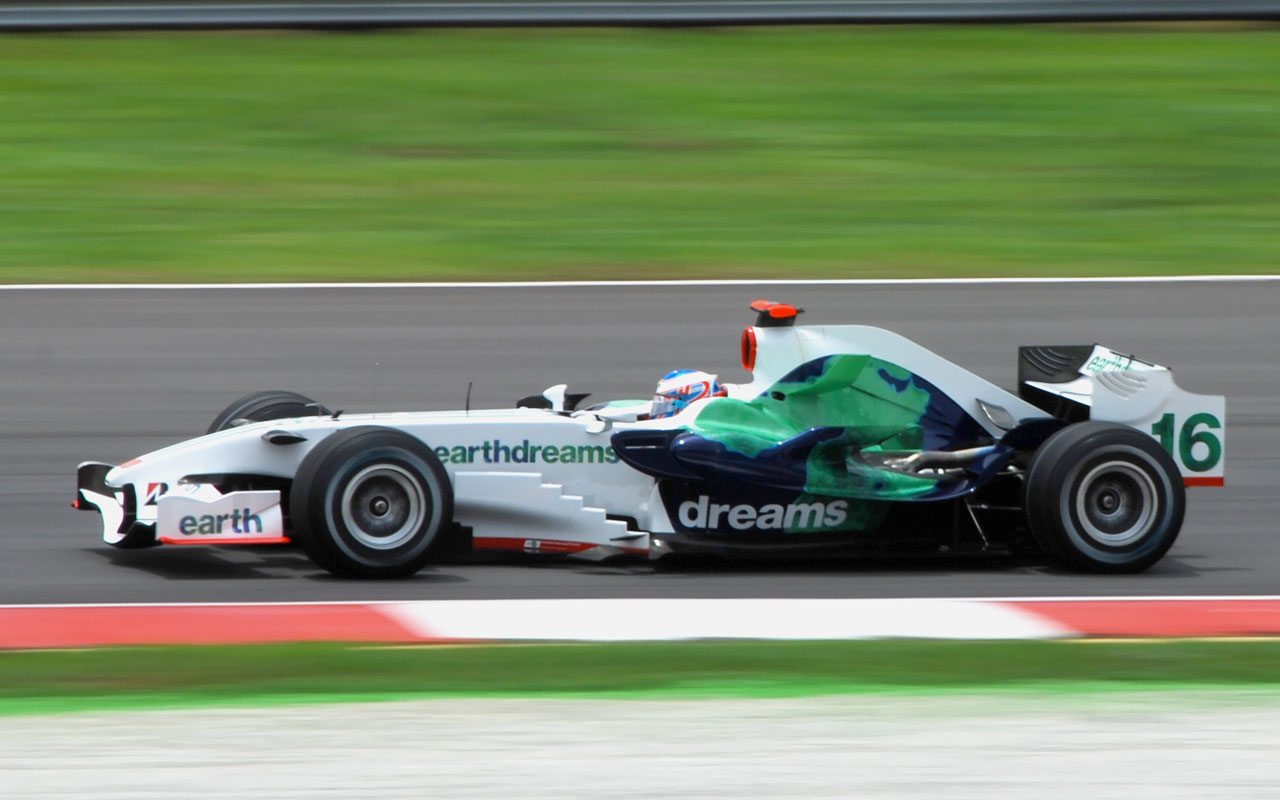
Jenson Button pilotando o Honda RA108 no GP da Malásia de 2008.

Após essa decepção, a equipe tenta se reerguer para a temporada de 2008, preparando o RA108, e contratando Ross Brawn, um dos homens por trás do heptacampeonato de Michael Schumacher na Ferrari, com a promessa de novos tempos e um futuro promissor. O carro dessa temporada é branco com uma pequena porção da imagem do planeta na carenagem, mantendo o estilo apresentado em 2007.
O ano até começa bem, mas a equipe não consegue sair do pelotão de trás. Rubens Barrichello ainda consegue um surpreendente terceiro lugar debaixo de muita chuva no GP da Grã-Bretanha, em Silverstone, o único pódio da equipe no ano o último da Honda como equipe própria. Total de catorze pontos para a equipe, sendo onze de Barrichello e apenas três de Button, terminando a temporada em nono lugar entre os construtores.
Durante este período a Honda forneceu motores para a equipe Super Aguri, uma espécie de equipe B da Honda Racing F1 Team que pertencia ao ex-piloto de Fórmula 1 Aguri Suzuki.

### Venda e formação da Brawn GP
Afetada pela crise econômica mundial, a Honda anunciou, no dia 5 de dezembro de 2008, sua retirada da Fórmula 1, deixando o espólio da equipe à venda. A equipe continuou a trabalhar no Honda RA109 para a temporada de 2009, enquanto a Honda tentava vender a equipe de corrida. Vários compradores em potencial estavam ligados à equipe, incluindo o chefe da Prodrive, David Richards, o empresário mexicano Carlos Slim e o Virgin Group.
A equipe acabou sendo salva através de um sistema chamado management buyout liderada pelo chefe da equipe, Ross Brawn, e pelo executivo-chefe Nick Fry, e disputou a temporada de 2009 como Brawn. A equipe contratou Jenson Button e Rubens Barrichello como pilotos e usou motores fornecidos pela Mercedes. A Honda continuaria a fornecer apoio financeiro durante o primeiro ano da equipe, e o Virgin Group, que estava ligado à compra da equipe, patrocinou os carros durante toda a temporada. A Brawn GP venceu os títulos dos Campeonatos de Construtores e de Pilotos no que viria a ser a sua única temporada antes de outra mudança de identidade.

### Novo retorno como fornecedor de motores (2015–2021)
Em 2015, a Honda retornou à Fórmula 1 como fornecedor de motores, revivendo sua parceria com a McLaren, parceria esta que foi bem sucedida no final dos anos 1980 e início dos anos 1990. Para a temporada de 2015, a Honda forneceu à McLaren o RA615H, um motor turbo V6 de injeção direta de 1,6 L. O motor foi projetado em torno do projeto de tamanho muito reduzido e dos requisitos aerodinâmicos da McLaren, que eles haviam batizado de filosofia "tamanho zero". Durante a temporada, o motor mostrou-se significativamente fraco e ineficiente. Na a temporada de 2016, o motor RA616H apresentou uma melhora significativa em relação ao do ano anterior. Porém, apesar da melhora, a confiabilidade e o desempenho ainda foram um grande problema para a equipe britânica. Para a temporada de 2017, a Honda adotou um novo conceito para o RA617H, entretanto o motor continuou apresentando uma falta de potência significativa que fazia com que o carro da McLaren ficasse com um déficit de 30 km/h nas retas. Além disso, o novo motor também apresentou uma piora na confiabilidade em relação ao ano anterior. Após o terceiro ano com a McLaren enfrentando problemas com o motor Honda, a equipe abandonou a parceria no final da temporada.
Para a temporada de 2018, a Honda passou a fornecer motores para Toro Rosso (que foi rebatizada para AlphaTauri em 2020). Para a temporada de 2019, a Honda também passa a fornecer seus motores para a Red Bull Racing, com a equipe austríaca conquistando um pódio no Grande Prêmio da Austrália de 2019 com Max Verstappen, sendo este o primeiro pódio do motor Honda desde Rubens Barrichello no Grande Prêmio da Grã-Bretanha de 2008. No Grande Prêmio da Áustria de 2019, o motor japonês conquistou a primeira vitória com Verstappen desde Jenson Button no Grande Prêmio da Hungria de 2006 e, também, a primeira pole position com Verstappen no Grande Prêmio da Hungria de 2019 desde Jenson Button no Grande Prêmio da Austrália de 2006. A Honda permanecerá fornecendo motores para as equipes AlphaTauri e Red Bull até o final da temporada de 2021, quando a montadora se retirará da categoria mais uma vez.

## Pilotos

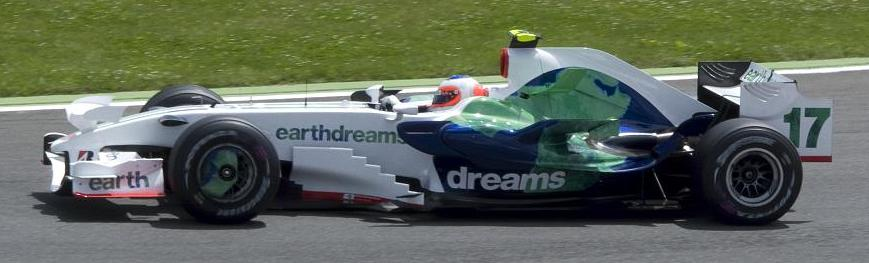
Rubens Barrichello pilotando o RA108 no GP da França de 2008.

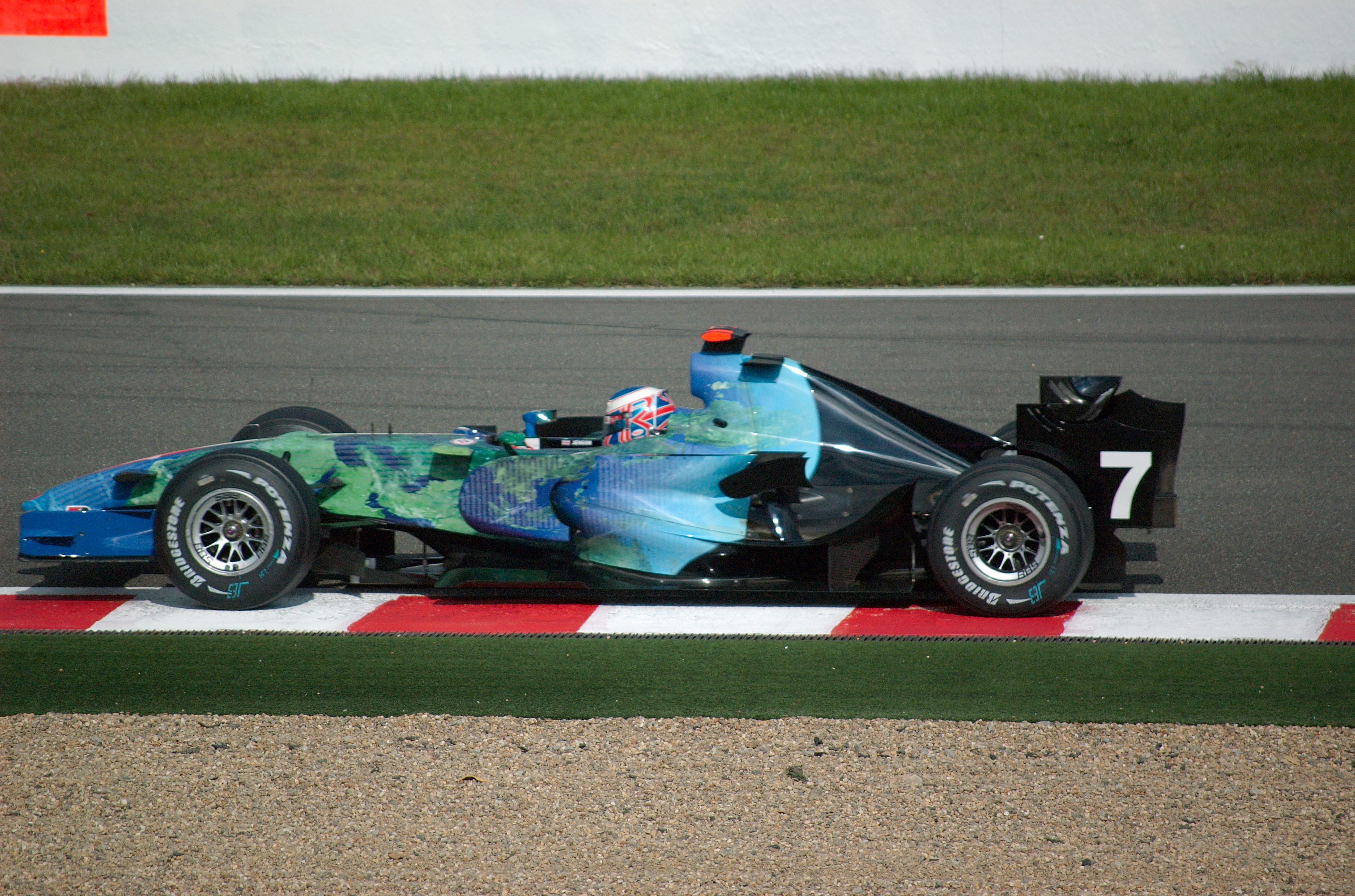
Jenson Button pilotando o RA107 no GP da Bélgica de 2007.

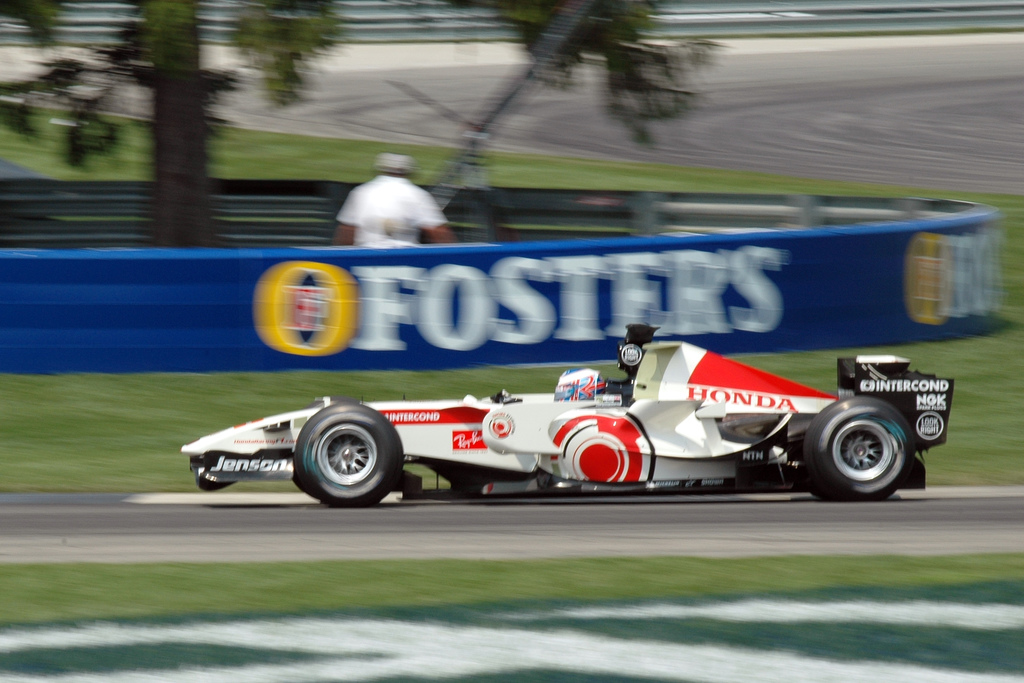
Jenson Button pilotando o RA106 no GP dos Estados Unidos de 2006.

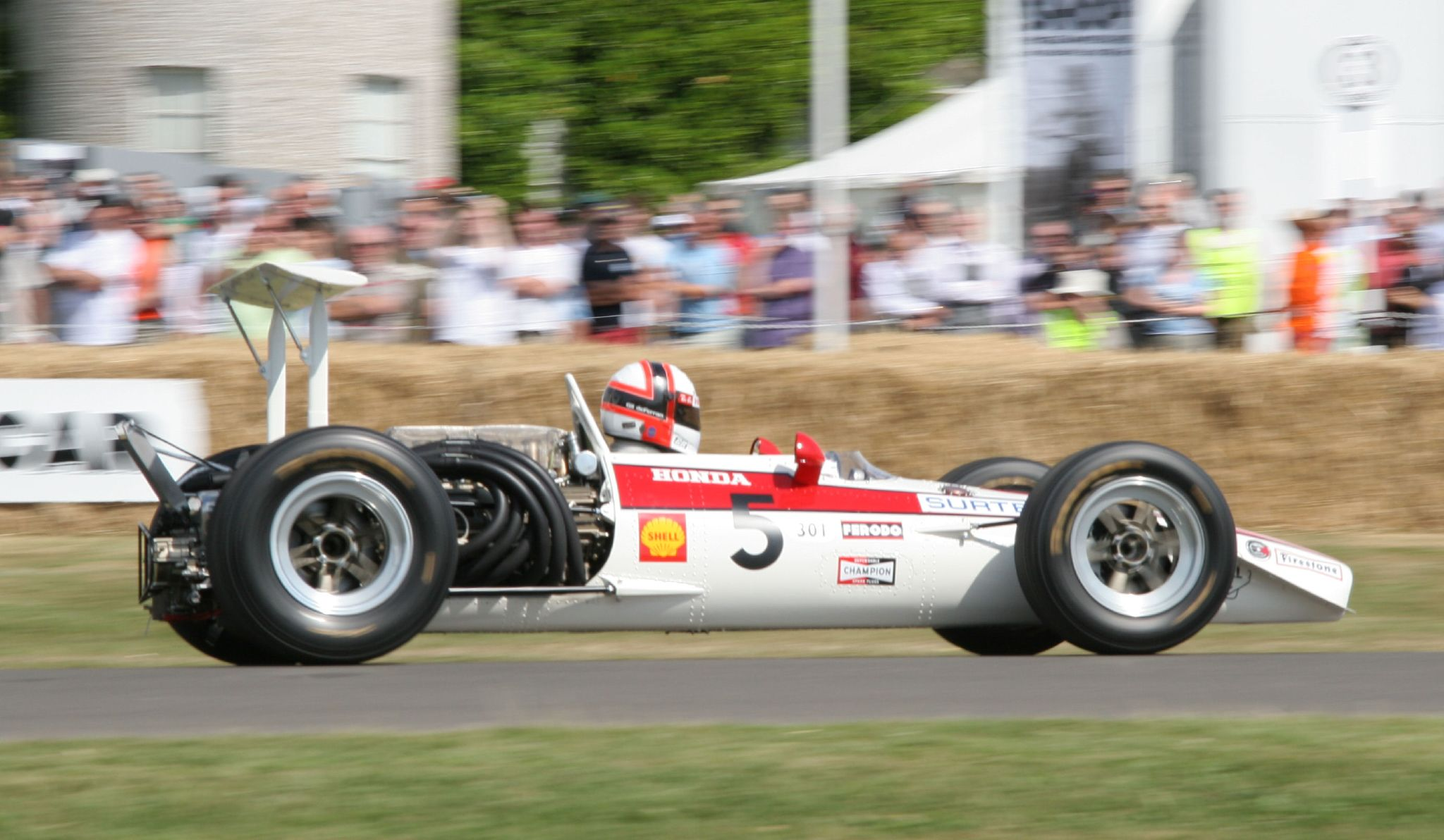
RA301 em exibição no Festival de Goodwood de 2006.

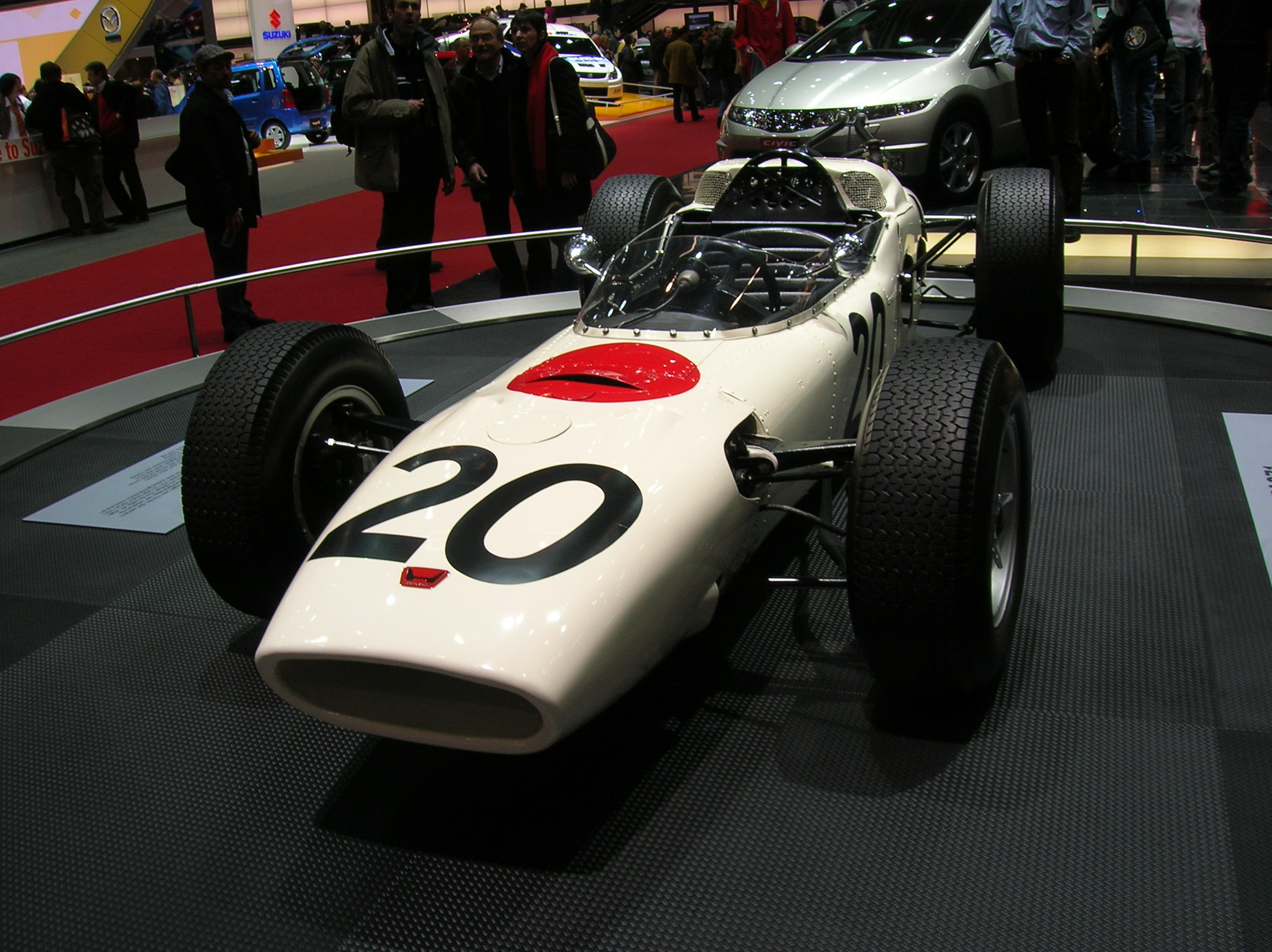
RA217 utilizado na temporada de em exibição no Salon International de l'Auto de 2006.

| 2008                                                                                                  | Honda Racing F1 Team              | RA108             | B   | Honda RA808E 2,4L V8                              | Total | Jenson Button Rubens Barrichello      | Alexander Wurz Anthony Davidson Mike Conway Luca Filippi Takashi Kogure Bruno Senna | 9º lugar (14 pts) |
| 2007                                                                                                  | Honda Racing F1 Team              | RA107             | B   | Honda RA807E 2,4L V8                              | Total | Jenson Button Rubens Barrichello      | Christian Klien James Rossiter Mike Conway                                          | 8º lugar (6 pts)  |
| 2006                                                                                                  | Lucky Strike Honda Racing F1 Team | RA106             | M   | Honda RA806E 2,4L V8                              | Total | Rubens Barrichello Jenson Button      | Anthony Davidson Adam Carroll                                                       | 4º lugar (86 pts) |
| 1969 – 2005: Não participou como construtor. Entre 1983 – 2005 participou como fornecedor de motores. |                                   |                   |     |                                                   |       |                                       |                                                                                     |                   |
| 1968                                                                                                  | Honda Racing                      | RA300 RA301 RA302 | F G | Honda RA273E V12 Honda RA301E V12 Honda RA302E V8 |       | John Surtees Jo Schlesser David Hobbs |                                                                                     | 7º lugar (14 pts) |
| 1967                                                                                                  | Honda Racing                      | RA273 RA300       | F   | Honda RA273E V12                                  |       | John Surtees                          |                                                                                     | 4º lugar (20 pts) |
| 1966                                                                                                  | Honda R & D Company               | RA273             | G   | Honda RA273E V12                                  |       | Richie Ginther Ronnie Bucknum         |                                                                                     | 8º lugar (3 pts)  |
| 1965                                                                                                  | Honda R & D Company               | RA272             | G   | Honda RA272E V12                                  |       | Richie Ginther Ronnie Bucknum         |                                                                                     | 6º lugar (11 pts) |
| 1964                                                                                                  | Honda R & D Company               | RA271             | D   | Honda RA271E V12                                  |       | Ronnie Bucknum                        |                                                                                     | 9º lugar (0 pt)   |

## Resumo da Equipe
- - 1964: Não pontuou.
  - 1965: 6ª no mundial, com 11 pontos.
  - 1966: 8ª no mundial, com 3 pontos.
  - 1967: 4ª no mundial, com 20 pontos.
  - 1968: 6ª no mundial, com 14 pontos.
  - 2006: 4ª no mundial, com 86 pontos.
  - 2007: 8ª no mundial, com 6 pontos.
  - 2008: 9ª no mundial, com 14 pontos.

## Vitórias por piloto
Richie Ginther: 1
John Surtees: 1
Jenson Button: 1